# Asota toekangbesiensis
Asota toekangbesiensis là một loài bướm đêm trong họ Erebidae.